# Eva Lubbers
Eva Lubbers (ur. 6 lutego 1992 w Uithoorn) – holenderska lekkoatletka specjalizująca się w krótkich biegach sprinterskich, uczestniczka letnich igrzysk olimpijskich w Londynie (2012).

## Sukcesy sportowe
- dwukrotna wicemistrzyni Holandii w biegu na 200 metrów – 2009[1], 2012[2]
- brązowa medalistka mistrzostw Holandii w biegu na 100 metrów – 2012[3]
- brązowa medalistka halowych mistrzostw Holandii w skoku wzwyż – 2009[4]

| Rok  | Miasto   | Zawody                      | Konkurencja        | Wynik         |
| ---- | -------- | --------------------------- | ------------------ | ------------- |
| 2010 | Moncton  | Mistrzostwa świata juniorek | sztafeta 4 x 100 m | brązowy medal |
| 2012 | Helsinki | Mistrzostwa Europy          | sztafeta 4 x 100 m | srebrny medal |
| 2012 | Londyn   | Igrzyska olimpijskie        | sztafeta 4 x 100 m | 6. miejsce    |

## Rekordy życiowe
- bieg na 60 metrów (hala) – 7,36 – Apeldoorn 17/02/2013 / 7,1h – Dortmund 19/01/2013
- bieg na 100 metrów – 11,58 – Hoorn 12/05/2012
- bieg na 150 metrów – 17,87 – Lisse 05/052012
- bieg na 200 metrów – 23,51 – Genewa 02/06/2012
- skok wzwyż – 1,79 – Zoetermeer 14/09/2008
- skok wzwyż (hala) – 1,80 – Groningen 18/01/2009